# Csapatverseny a 2013-as mű- és toronyugró-Európa-bajnokságon
A 2013-as mű- és toronyugró Európa-bajnokságon a műugrás csapatversenyének döntőjét június 18-án rendezték meg a Neptun Swimming Poolban. A csapatverseny győztese az ukrán Julija Prokopcsuk, Olekszandr Bondar kettős.

## Eredmény
A döntő helyi idő szerint 17:30-kor kezdődött.
| # | Versenyző                             | Ország                   | Döntő  | Döntő   |
| # | Versenyző                             | Ország                   | Pontok | Rangsor |
| - | ------------------------------------- | ------------------------ | ------ | ------- |
|   | Julia Prokopcsuk Oleksandr Bondar     | Ukrajna (UKR)            | 413,20 | 1       |
|   | Tina Punzel Sascha Klein              | Németország (GER)        | 384,00 | 2       |
|   | Julija Koltyunova Jevgenyij Kuznyecov | Oroszország (RUS)        | 348,10 | 3       |
| 4 | Aljona Kamulkina Vadzim Kaptur        | Fehéroroszország (BLR)   | 341,55 | 4       |
| 5 | Iira Laatunen Heikki Makikallio       | Finnország (FIN)         | 338,05 | 5       |
| 6 | Tania Cagnotto Andrea Chiarabini      | Olaszország (ITA)        | 330,60 | 6       |
| 7 | Rebecca Gallantree Oliver Dingley     | Egyesült Királyság (GBR) | 327,35 | 7       |
| 8 | Laura Marino Benjamin Auffret         | Franciaország (FRA)      | 305,75 | 8       |